# 도로원표

전라남도 목포시의 도로원표 기념비

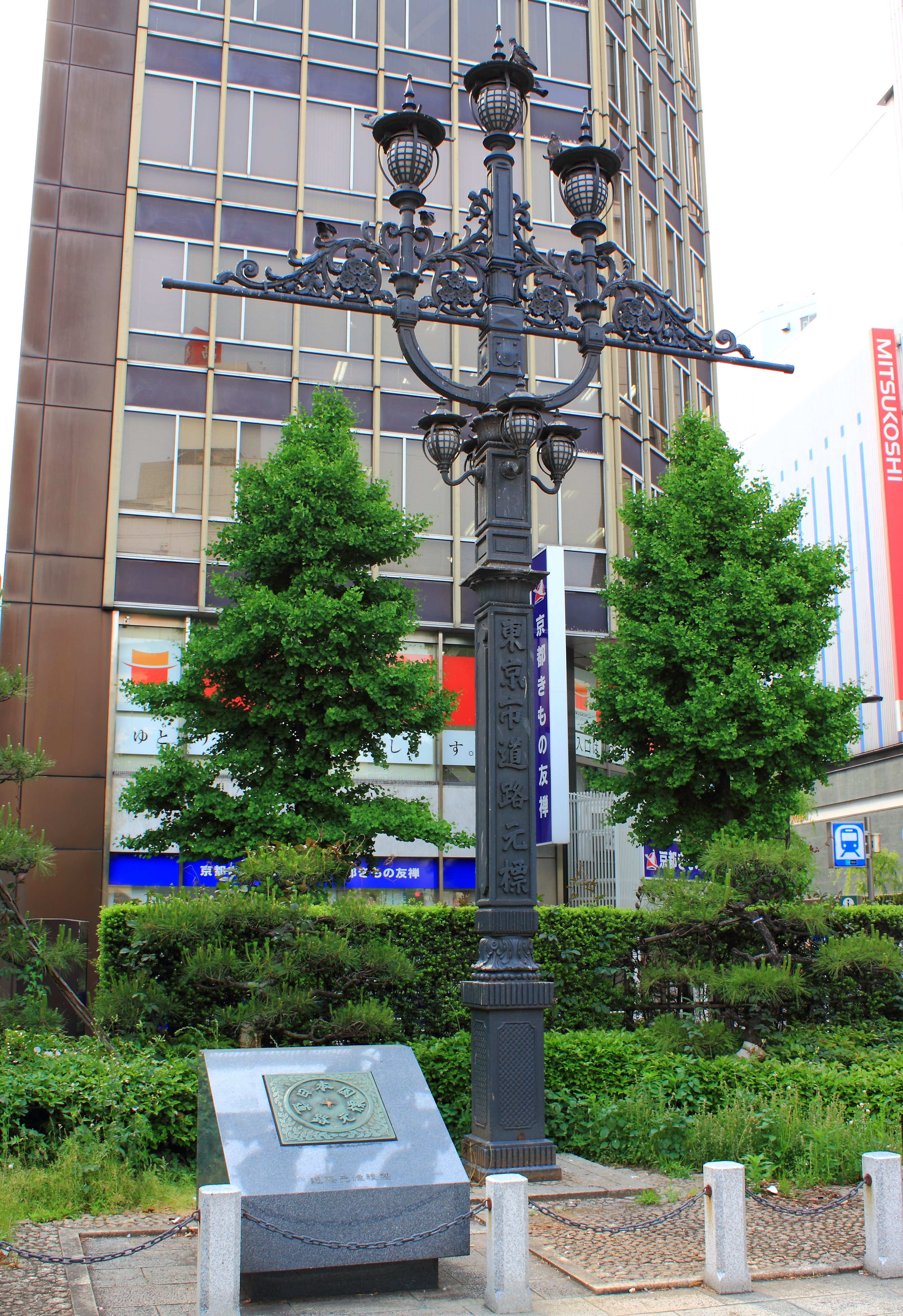
도쿄도 주오구 니혼바시에 설치된 도로원표. 본시부터 세워져 있는 것이 도쿄시의 도로원표이며, 지상에 세워진 명칭은 일본국 도로원표로 명명한다.

도로원표(道路元標)는 도로의 기점(起點) ·종점(終點) 또는 경과지를 표시한 것이다.

## 역사
대한민국에서는 도로원표가 1914년에 처음 설치되었다. 1914년 4월 11일에 <총독부고시 제135호>를 근거로 경성(지금의 서울), 인천, 군산, 대구, 부산, 마산, 평양, 진남포, 원산, 청진 등 10개 도시에 시가지 원표를 위치를 결정, 고시했다. 당시 도로원표에는 10개 도시의 주요도로들을 골라 1등 또는 2등의 도로 등급도 표시했는데, 대한민국이 고려 시대 때부터 사용해오던 대로, 중로, 소로와 같은 전통적 개념과 완전히 다른 것이었으며 그 기준도 모호하였다고 한다. 현재 볼 수 있는 도로원표는 1997년에 설치된 것이다.
충청북도에서는 1998년 1월에 옥천군에 가장 먼저 설치되었다. 청주시는 2000년 5월에 상당공원 앞 사거리에 진표를 설치했고 여기서 52m가량 떨어진 시민헌정탑 앞 도로에 이표를 설치했다.

## 법적 근거
도로원표는 도로법 제2조 2항 바호에 의해 도로의 부속물로 정해져 있으며 도로법 시행령에 의해 다음과 같이 설명하고 있다.
 도로원표(道路元標), 수선 담당 구역표 및 도로경계표— 도로법 시행령 제3조 9항

도로원표는 도로법 시행령 제50조를 통해 각 시·군에 1개를 설치하도록 하고 있다. 단, 인천광역시는 예외로 강화군에 추가로 설치하여 2개소를 설치할 수 있다. 위치는 도로법 시행규칙 제23조를 통해 기준을 정하고 있다.
제23조(도로원표)

① 영 제50조제3항에 따른 도로원표(道路元標)의 위치는 다음 각 호의 기준에 따라 정한다.
1. 광역시청·특별자치시청·도청·시청·군청 등 행정의 중심지
2. 교통의 요충지
3. 그 밖의 역사적·문화적 중심지
② 영 제50조제4항에 따른 도로원표의 크기·표기방법 및 설치기준은 별표 2와 같다.
— 도로법 시행령, 대통령령 제25456호, 2014년 7월 14일 전부개정

단, 예외로 도로법 시행령 제50조 2항에 의거해 서울특별시의 도로원표는 그 위치는 광화문광장의 중앙으로 규정하고 있다.
도로원표는 3단 기단으로 구성되어 있으며 총 높이는 약 1.3~1.4m이고 가장 상단에 사각뿔과 유사한 모양으로 "도로원표"라고 표시하고 있으며 중간 기단에 주요 도시명 및 거리를 킬로미터로 표시하고 있다. 이 때 거리는 도로원표간 거리로 하되 직선거리가 아니라 상급도로 기준으로 가장 가까운 거리를 합산해 표기하고 있으며, 섬의 경우에는 도로로 표기하기 어려우므로 직선 거리로 표기하고 있다. 가장 하단 기단에는 도로관리청 명칭 및 설립일자, 진표의 위치를 기록하고 있다. 또한 이 도로원표는 내구성 있는 석재를 이용해 제작한다.
통상적으로 도로원표는 각 시·군청에 설치되어 있으나 교차로를 도로원표 기준으로 정해져 있을 경우 차도 중앙에 도로원표(조형물)를 설치할 수 없기 때문에 도로노면과 같게 동판으로 도로원점(眞위치)임을 알리는 표식(진표)을 설치하여 관리하고, 인근에 조형물(이표)을 설치하여 도로원표에 대하여 설명하고 있다. 진표의 표식이 되는 동판의 크기는 직경 50cm의 크기로 되어 있으며 표면에 "도로원표", "해당 시·군"이 음각으로 새겨져 있다.

## 서울특별시 도로원표

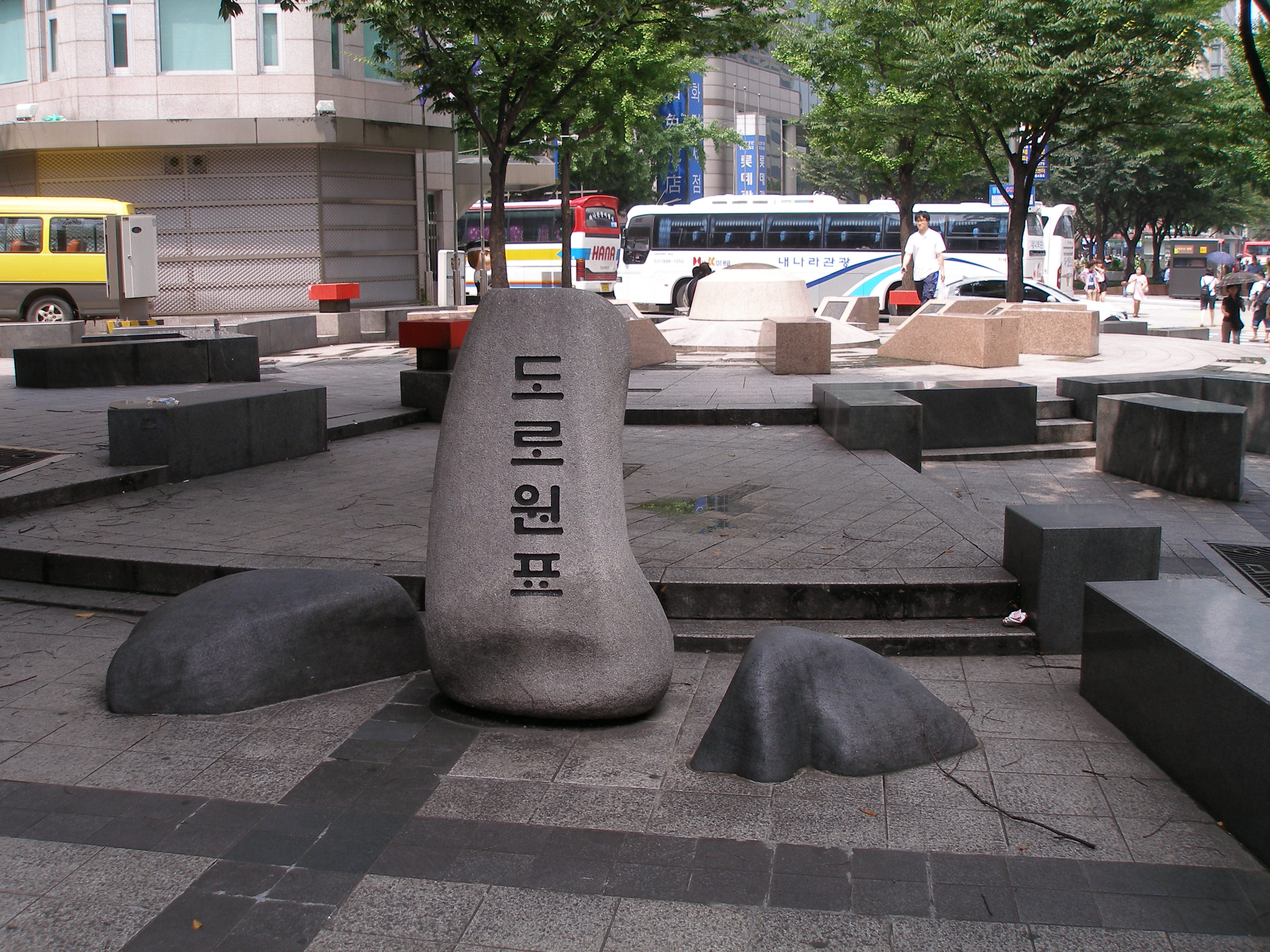
서울특별시의 도로원표 이표

서울특별시의 도로원표(진표)는 1914년 설치 당시에는 경성부 광화문통(지금의 세종로) 중앙(해발 30.36m, 동경 126도 58분 44.8018초, 북위 37도 34분 2.7474초)에 가로 90cm, 세로 30cm, 높이 70cm의 화강암 원표를 설치하였다. 당시 도로원표 전면에는 '道路元標(도로원표)', 측면에는 전국 18개 주요도시 간 거리를 일본식 한자로 음각되어 있었다. 이후 1935년 칭경기념비전 옆으로 옮겨졌다가 1997년에 세종로네거리(세종대로와 종로가 나누어지는 4거리 중심점, 교보빌딩 앞)에 새로 설치하였다. 이표는 세종로파출소앞에 조형물이 설치되어 있다. 새로 설치된 도로원표는 처음 도로원표가 설치된 곳에서 남쪽으로 약 151m 떨어진 위치다.
그리고 서울특별시의 도로원표만은 도로법 시행령 제50조 2항을 통해 그 위치를 세종로광장의 중앙으로 못박아 두었다.

## 대한민국 주요 도시의 도로원표
대한민국의 주요 도시에 설치된 도로원표 위치는 다음과 같다.
| 지역 | 도시      | 진표                                           | 진표 | 이표                                          |
| ---- | --------- | ---------------------------------------------- | --- | --------------------------------------------- |
| 서울 | 서울      | 세종로네거리                                   | 북위 37° 34′ 12.63″ 동경 126° 58′ 37.73″ / 북위 37.5701750° 동경 126.9771472°                                                                                             | 세종로파출소 앞                               |
| 인천 | 인천      | 한국 기독교 100주년 기념탑                     | 북위 37° 28′ 24.5″ 동경 126° 36′ 58.99″ / 북위 37.473472° 동경 126.6163861°                                                                                               | 한국 기독교 100주년 기념탑                    |
|      | 강화      | 미설치                                         | | 미설치                                        |
| 대전 | 대전      | 서대전네거리                                   | 진표 : 북위 36° 19′ 20.79″ 동경 127° 24′ 45.13″ / 북위 36.3224417° 동경 127.4125361° 이표 : 북위 36° 21′ 0.4″ 동경 127° 23′ 11.39″ / 북위 36.350111° 동경 127.3864972°    | 대전광역시청                                  |
| 광주 | 광주      | 충장로 구성로 교차로                           | 진표 : 북위 35° 9′ 4.48″ 동경 126° 54′ 43.46″ / 북위 35.1512444° 동경 126.9120722° 이표 : 북위 35° 9′ 30.47″ 동경 126° 51′ 5.79″ / 북위 35.1584639° 동경 126.8516083°     | 광주광역시청 평화공원                         |
| 부산 | 부산      | 옛부산시청 교차로                              | 북위 35° 5′ 52.82″ 동경 129° 2′ 7.53″ / 북위 35.0980056° 동경 129.0354250°                                                                                                | 부산광역시청                                  |
| 대구 | 대구      | 중앙로역 북편 네거리                           | 북위 35° 52′ 19.53″ 동경 128° 35′ 39.21″ / 북위 35.8720917° 동경 128.5942250°                                                                                             | 경상감영공원                                  |
| 울산 | 울산      | 문화의거리 중앙길                              | 진표 : 북위 35° 33′ 22.05″ 동경 129° 19′ 17.9″ / 북위 35.5561250° 동경 129.321639° 이표 : 북위 35° 32′ 20.35″ 동경 129° 18′ 44.4″ / 북위 35.5389861° 동경 129.312333°     | 울산광역시청                                  |
| 세종 | 세종      | 죽림삼거리                                     | 북위 36° 35′ 21.58″ 동경 127° 17′ 59″ / 북위 36.5893278° 동경 127.29972°                                                                                                  | 죽림삼거리                                    |
| 경기 | 가평      | 가평군청                                       | 북위 37° 49′ 52.78″ 동경 127° 30′ 36.78″ / 북위 37.8313278° 동경 127.5102167°                                                                                             | 가평군청                                      |
| 경기 | 고양      | 고양시청                                       | 북위 37° 39′ 28.24″ 동경 126° 49′ 54.11″ / 북위 37.6578444° 동경 126.8316972°                                                                                             | 고양시청                                      |
| 경기 | 과천      | 관문사거리                                     | 북위 37° 26′ 46.93″ 동경 126° 59′ 45.2″ / 북위 37.4463694° 동경 126.995889°                                                                                               | 관문사거리                                    |
| 경기 | 광명      | 광명시청                                       | 북위 37° 28′ 40.87″ 동경 126° 51′ 50.09″ / 북위 37.4780194° 동경 126.8639139°                                                                                             | 광명시청                                      |
| 경기 | 광주      | 광주시청                                       | 북위 37° 25′ 40.2″ 동경 127° 15′ 20.98″ / 북위 37.427833° 동경 127.2558278°                                                                                               | 광주시청                                      |
| 경기 | 구리      | 교문사거리                                     | 진표 : 북위 37° 36′ 3.54″ 동경 127° 7′ 51.29″ / 북위 37.6009833° 동경 127.1309139° 이표 : 북위 37° 36′ 2.8″ 동경 127° 7′ 50.3″ / 북위 37.600778° 동경 127.130639°         | 교문사거리                                    |
| 경기 | 군포      | 중앙공원사거리                                 | 북위 37° 21′ 43.32″ 동경 126° 55′ 54.07″ / 북위 37.3620333° 동경 126.9316861°                                                                                             | 중앙공원사거리                                |
| 경기 | 김포      | 김포시청                                       | 북위 37° 36′ 56.32″ 동경 126° 42′ 59.78″ / 북위 37.6156444° 동경 126.7166056°                                                                                             | 김포시청                                      |
| 경기 | 남양주    | 남양주시청                                     | 진표 : 북위 37° 38′ 7.15″ 동경 127° 12′ 59.78″ / 북위 37.6353194° 동경 127.2166056° 이표 : 북위 37° 38′ 6.46″ 동경 127° 13′ 0.42″ / 북위 37.6351278° 동경 127.2167833°    | 남양주시청앞 교차로                           |
| 경기 | 동두천    | 동두천시청                                     | 진표 : 북위 37° 54′ 11.87″ 동경 127° 3′ 38.24″ / 북위 37.9032972° 동경 127.0606222° 이표 : 북위 37° 54′ 14.49″ 동경 127° 3′ 28.85″ / 북위 37.9040250° 동경 127.0580139°   | 정장사거리                                    |
| 경기 | 부천      | 부천 중앙공원                                  | 북위 37° 30′ 5.19″ 동경 126° 45′ 57.65″ / 북위 37.5014417° 동경 126.7660139°                                                                                              | 부천중앙공원                                  |
| 경기 | 성남      | 성남종합운동장                                 | 북위 37° 25′ 55.87″ 동경 127° 8′ 12.74″ / 북위 37.4321861° 동경 127.1368722°                                                                                              | 성남종합운동장                                |
| 경기 | 수원      | 중동사거리                                     | 북위 37° 16′ 31.98″ 동경 127° 0′ 59.55″ / 북위 37.2755500° 동경 127.0165417°                                                                                              | 중동사거리                                    |
| 경기 | 시흥      | 시흥시청                                       | 진표 : 북위 37° 22′ 46.39″ 동경 126° 48′ 9.46″ / 북위 37.3795528° 동경 126.8026278° 이표 : 북위 37° 22′ 46.19″ 동경 126° 48′ 10.04″ / 북위 37.3794972° 동경 126.8027889°  | 시흥시청                                      |
| 경기 | 안산      | 안산시청                                       | 북위 37° 19′ 17.15″ 동경 126° 49′ 51″ / 북위 37.3214306° 동경 126.83083°                                                                                                  | 안산시청                                      |
| 경기 | 안성      | 봉산로터리                                     | 북위 37° 0′ 20.3″ 동경 127° 16′ 46.24″ / 북위 37.005639° 동경 127.2795111°                                                                                                | 안성시청                                      |
| 경기 | 안양      | 안양시청                                       | 북위 37° 23′ 38.16″ 동경 126° 57′ 29.71″ / 북위 37.3939333° 동경 126.9582528°                                                                                             | 안양시청                                      |
| 경기 | 양주      | 양주시청                                       | 북위 37° 47′ 3.1″ 동경 127° 2′ 46.09″ / 북위 37.784194° 동경 127.0461361°                                                                                                 | 양주시청                                      |
| 경기 | 양평      | 양평군청                                       | 북위 37° 29′ 28.39″ 동경 127° 29′ 15.21″ / 북위 37.4912194° 동경 127.4875583°                                                                                             | 양평군청                                      |
| 경기 | 여주      | 시청삼거리                                     | 북위 37° 17′ 50.66″ 동경 127° 38′ 14.32″ / 북위 37.2974056° 동경 127.6373111°                                                                                             | 시청삼거리                                    |
| 경기 | 연천      | 연천군청                                       | 북위 38° 4′ 29.4″ 동경 127° 5′ 47.16″ / 북위 38.074833° 동경 127.0964333°                                                                                                 | 연천군청                                      |
| 경기 | 오산      | 운동장사거리                                   | 진표 : 북위 37° 9′ 17.41″ 동경 127° 4′ 20.02″ / 북위 37.1548361° 동경 127.0722278° 이표 : 북위 37° 9′ 20.87″ 동경 127° 4′ 21.98″ / 북위 37.1557972° 동경 127.0727722°     | 운동장사거리                                  |
| 경기 | 용인      | 처인구청                                       | 진표 : 북위 37° 14′ 5.06″ 동경 127° 12′ 5.45″ / 북위 37.2347389° 동경 127.2015139° 이표 : 북위 37° 14′ 5.47″ 동경 127° 12′ 5.87″ / 북위 37.2348528° 동경 127.2016306°     | 처인구청입구삼거리                            |
| 경기 | 의왕      | 의왕시청                                       | 진표 : 북위 37° 20′ 40.51″ 동경 126° 58′ 8.41″ / 북위 37.3445861° 동경 126.9690028° 이표 : 북위 37° 20′ 42.22″ 동경 126° 58′ 13.49″ / 북위 37.3450611° 동경 126.9704139°  | 시청사거리                                    |
| 경기 | 의정부    | 의정부시청                                     | 진표 : 북위 37° 44′ 17.02″ 동경 127° 2′ 4.12″ / 북위 37.7380611° 동경 127.0344778° 이표 : 북위 37° 44′ 17.04″ 동경 127° 2′ 5.68″ / 북위 37.7380667° 동경 127.0349111°     | 시청앞교차로                                  |
| 경기 | 이천      | 이천종합복지타운                               | 북위 37° 16′ 39.41″ 동경 127° 26′ 28.95″ / 북위 37.2776139° 동경 127.4413750°                                                                                             | 이천종합복지타운                              |
| 경기 | 파주      | 시청앞네거리                                   | 이표 : 북위 37° 45′ 34.11″ 동경 126° 46′ 40.17″ / 북위 37.7594750° 동경 126.7778250°                                                                                      | 시청앞사거리                                  |
| 경기 | 평택      | 평택역                                         | 북위 36° 59′ 30.08″ 동경 127° 5′ 11.89″ / 북위 36.9916889° 동경 127.0866361°                                                                                              | 평택역오거리                                  |
| 경기 | 포천      | 포천시청                                       | 진표 : 북위 37° 54′ 27″ 동경 127° 12′ 12″ / 북위 37.90750° 동경 127.20333°                                                                                                | 신읍사거리                                    |
| 경기 | 하남      | 신장지하차도 비너스사우나 앞 (하남대로 760 앞) | 북위 37° 32′ 21.57″ 동경 127° 12′ 45.01″ / 북위 37.5393250° 동경 127.2125028°                                                                                             | 신장지하차도                                  |
| 경기 | 화성      | 화성시청                                       | 북위 37° 11′ 55.42″ 동경 126° 49′ 49.44″ / 북위 37.1987278° 동경 126.8304000°                                                                                             | 화성시청                                      |
| 강원 | 강릉      | 강릉시청                                       | 북위 37° 45′ 7.19″ 동경 128° 52′ 40.11″ / 북위 37.7519972° 동경 128.8778083°                                                                                              | 강릉시청                                      |
| 강원 | 고성      | 고성군청                                       | 북위 38° 22′ 48.25″ 동경 128° 28′ 3.44″ / 북위 38.3800694° 동경 128.4676222°                                                                                              | 고성군청                                      |
| 강원 | 동해      | 천곡사거리                                     | 북위 37° 31′ 33.09″ 동경 129° 6′ 17.49″ / 북위 37.5258583° 동경 129.1048583°                                                                                              | 천곡사거리                                    |
| 강원 | 삼척      | 삼척시청                                       | 북위 37° 26′ 57.45″ 동경 129° 9′ 54.31″ / 북위 37.4492917° 동경 129.1650861°                                                                                              | 삼척시청                                      |
| 강원 | 속초      | 속초시청                                       | 북위 38° 12′ 25.26″ 동경 128° 35′ 32.78″ / 북위 38.2070167° 동경 128.5924389°                                                                                             | 속초시청                                      |
| 강원 | 양구      | 송죽모텔 앞 (관공서로 6 앞)                    | 북위 38° 6′ 23.16″ 동경 127° 59′ 25.11″ / 북위 38.1064333° 동경 127.9903083°                                                                                              |                                               |
| 강원 | 양양      | 양양군청                                       | 진표 : 북위 38° 4′ 29.8″ 동경 128° 37′ 8.69″ / 북위 38.074944° 동경 128.6190806° 이표 : 북위 38° 4′ 27.28″ 동경 128° 37′ 11.1″ / 북위 38.0742444° 동경 128.619750°        | 군청사거리                                    |
| 강원 | 영월      | 과거 영월읍사무소(현재 영월농협)사거리         | 진표 : 북위 37° 11′ 0.64″ 동경 128° 28′ 5.39″ / 북위 37.1835111° 동경 128.4681639° 이표 : 북위 37° 11′ 1.25″ 동경 128° 27′ 44.8″ / 북위 37.1836806° 동경 128.462444°      | 영월군청                                      |
| 강원 | 원주      | 원주종합운동장                                 | 진표 : 북위 37° 20′ 11.12″ 동경 127° 56′ 37.88″ / 북위 37.3364222° 동경 127.9438556° 이표 : 북위 37° 20′ 33.69″ 동경 127° 57′ 18.48″ / 북위 37.3426917° 동경 127.9551333° | 남부시장사거리                                |
| 강원 | 인제      | 인제군청                                       | 진표 : 북위 38° 4′ 7″ 동경 128° 10′ 16.9″ / 북위 38.06861° 동경 128.171361° 이표 : 북위 38° 4′ 9.2″ 동경 128° 10′ 14.2″ / 북위 38.069222° 동경 128.170611°                | 인제문화원 앞 교차로                          |
| 강원 | 정선      | 정선교육지원청                                 | 북위 37° 22′ 52.32″ 동경 128° 39′ 47.99″ / 북위 37.3812000° 동경 128.6633306°                                                                                             | 정선교육지원청                                |
| 강원 | 철원      | 철원군청                                       | 북위 38° 8′ 47.1″ 동경 127° 18′ 49.59″ / 북위 38.146417° 동경 127.3137750°                                                                                                | 철원군청                                      |
| 강원 | 철원 (구) | 철원 노동당사 근처                             | 북위 38° 15′ 15.65″ 동경 127° 12′ 5.73″ / 북위 38.2543472° 동경 127.2015917°                                                                                              | 철원 노동당사 근처                            |
| 강원 | 춘천      | 중앙로터리 기업은행앞                          | 진표 : 북위 37° 52′ 50.7″ 동경 127° 43′ 39.5″ / 북위 37.880750° 동경 127.727639° 이표 : 북위 37° 52′ 50.19″ 동경 127° 43′ 39.77″ / 북위 37.8806083° 동경 127.7277139°     | 중앙로터리                                    |
| 강원 | 태백      | 황지교사거리                                   | 진표 : 북위 37° 10′ 26.57″ 동경 128° 59′ 37.26″ / 북위 37.1740472° 동경 128.9936833° 이표 : 북위 37° 9′ 50.1″ 동경 128° 59′ 9.79″ / 북위 37.163917° 동경 128.9860528°     | 태백시청                                      |
| 강원 | 평창      | 평창군청                                       | 진표 : 북위 37° 22′ 12.35″ 동경 128° 23′ 23.72″ / 북위 37.3700972° 동경 128.3899222° 이표 : 북위 37° 22′ 8.54″ 동경 128° 23′ 43.56″ / 북위 37.3690389° 동경 128.3954333°  | 평창우체국앞 사거리                           |
| 강원 | 홍천      | 홍천사거리 LG베스트샵 앞 (홍천로 308 앞)       | 북위 37° 41′ 17.84″ 동경 127° 52′ 45.9″ / 북위 37.6882889° 동경 127.879417°                                                                                               | 홍천사거리                                    |
| 강원 | 화천      | 화천군청                                       | 북위 38° 6′ 20.86″ 동경 127° 42′ 29″ / 북위 38.1057944° 동경 127.70806°                                                                                                   | 화천군청                                      |
| 강원 | 횡성      | 횡성군청                                       | 북위 37° 29′ 27.96″ 동경 127° 59′ 7.54″ / 북위 37.4911000° 동경 127.9854278°                                                                                              | 횡성군청                                      |
| 충북 | 괴산      | 금산삼거리                                     | 북위 36° 48′ 17.45″ 동경 127° 47′ 30.87″ / 북위 36.8048472° 동경 127.7919083°                                                                                             | 금산삼거리                                    |
| 충북 | 단양      | 별곡사거리                                     | 진표 : 북위 36° 59′ 10.85″ 동경 128° 22′ 8.03″ / 북위 36.9863472° 동경 128.3688972° 이표 : 북위 36° 59′ 10.23″ 동경 128° 22′ 9.89″ / 북위 36.9861750° 동경 128.3694139°   | 별곡사거리                                    |
| 충북 | 보은      | 이평교사거리                                   | 북위 36° 29′ 23.27″ 동경 127° 43′ 19.2″ / 북위 36.4897972° 동경 127.722000°                                                                                               | 이평교사거리                                  |
| 충북 | 영동      | 부용사거리                                     | 북위 36° 10′ 24.01″ 동경 127° 46′ 26.96″ / 북위 36.1733361° 동경 127.7741556°                                                                                             | 부용사거리                                    |
| 충북 | 옥천      | 옥천군청                                       | 북위 36° 18′ 22.34″ 동경 127° 34′ 18.43″ / 북위 36.3062056° 동경 127.5717861°                                                                                             | 옥천군청                                      |
| 충북 | 음성      |                                                | 이표 : 북위 36° 56′ 9.49″ 동경 127° 41′ 21.15″ / 북위 36.9359694° 동경 127.6892083°                                                                                       | 중앙로 예술로 분기점                          |
| 충북 | 제천      | 중앙공원                                       | 진표 : 북위 37° 8′ 21.91″ 동경 128° 12′ 39.05″ / 북위 37.1394194° 동경 128.2108472° 이표 : 북위 37° 8′ 19.88″ 동경 128° 12′ 39.54″ / 북위 37.1388556° 동경 128.2109833°   | 제천시민회관앞 사거리                         |
| 충북 | 증평      | 증평군청                                       | 북위 36° 47′ 8.6″ 동경 127° 34′ 53.83″ / 북위 36.785722° 동경 127.5816194°                                                                                                | 증평군청                                      |
| 충북 | 진천      | 중앙동로 대촌길 분기점                         | 북위 36° 51′ 37.66″ 동경 127° 26′ 43.48″ / 북위 36.8604611° 동경 127.4454111°                                                                                             | 중앙동로 대촌길 분기점                        |
| 충북 | 청주      | 상당공원 충북도민헌장탑 앞                     | 진표 : 북위 36° 38′ 13.75″ 동경 127° 29′ 27.04″ / 북위 36.6371528° 동경 127.4908444° 이표 : 북위 36° 38′ 5″ 동경 127° 29′ 33″ / 북위 36.63472° 동경 127.49250°            | 중앙초등학교앞 사거리                         |
| 충북 | 충주      | 근린공원                                       | 북위 36° 59′ 20.67″ 동경 127° 55′ 36.3″ / 북위 36.9890750° 동경 127.926750°                                                                                               | 근린공원                                      |
| 충남 | 계룡      | 계룡시청                                       | 북위 36° 16′ 30.02″ 동경 127° 14′ 57.86″ / 북위 36.2750056° 동경 127.2494056°                                                                                             | 계룡시청                                      |
| 충남 | 공주      | 금강둔치 교차로                                | 진표 : 북위 36° 28′ 1.82″ 동경 127° 8′ 1.01″ / 북위 36.4671722° 동경 127.1336139° 이표 : 북위 36° 27′ 23.66″ 동경 127° 7′ 29.12″ / 북위 36.4565722° 동경 127.1247556°     | 중동 교차로                                   |
| 충남 | 금산      |                                                | 이표 : 북위 36° 6′ 25.66″ 동경 127° 29′ 22.98″ / 북위 36.1071278° 동경 127.4897167°                                                                                       | 금산읍행정복지센터사거리                      |
| 충남 | 논산      | 논산오거리                                     | 진표 : 북위 36° 12′ 7.83″ 동경 127° 5′ 10.78″ / 북위 36.2021750° 동경 127.0863278° 이표 : 북위 36° 12′ 9.16″ 동경 127° 5′ 12.07″ / 북위 36.2025444° 동경 127.0866861°     | 논산오거리                                    |
| 충남 | 당진      | 당진1교 교차로                                 | 북위 36° 53′ 32.24″ 동경 126° 37′ 30.77″ / 북위 36.8922889° 동경 126.6252139°                                                                                             | 당진1교 교차로                                |
| 충남 | 보령      | 수청사거리                                     | 진표 : 북위 36° 20′ 42.64″ 동경 126° 35′ 58.21″ / 북위 36.3451778° 동경 126.5995028° 이표 : 북위 36° 20′ 41.74″ 동경 126° 35′ 57.6″ / 북위 36.3449278° 동경 126.599333°   | 수청사거리                                    |
| 충남 | 부여      | 부여군청                                       | 북위 36° 16′ 31.43″ 동경 126° 54′ 37.41″ / 북위 36.2753972° 동경 126.9103917°                                                                                             | 부여군청                                      |
| 충남 | 서산      | 석림사거리                                     | 진표 : 북위 36° 46′ 32.33″ 동경 126° 27′ 51.4″ / 북위 36.7756472° 동경 126.464278° 이표 : 북위 36° 46′ 30.97″ 동경 126° 27′ 51.02″ / 북위 36.7752694° 동경 126.4641722°   | 석림사거리                                    |
| 충남 | 서천      | 오석사거리                                     | 북위 36° 5′ 20.21″ 동경 126° 40′ 58.44″ / 북위 36.0889472° 동경 126.6829000°                                                                                              | 오석사거리                                    |
| 충남 | 아산      | 동신사거리                                     | 북위 36° 46′ 44″ 동경 127° 1′ 8.22″ / 북위 36.77889° 동경 127.0189500° | 동신사거리                                    |
| 충남 | 예산      | 터미널사거리 (산성리사거리)                    | 북위 36° 41′ 32.7″ 동경 126° 50′ 9.48″ / 북위 36.692417° 동경 126.8359667°                                                                                                | 터미널사거리 (산성리사거리)                   |
| 충남 | 천안      | 도로원점삼거리                                 | 북위 36° 48′ 22.82″ 동경 127° 9′ 51.89″ / 북위 36.8063389° 동경 127.1644139°                                                                                              | 도로원점삼거리                                |
| 충남 | 청양      | 읍내사거리                                     | 북위 36° 27′ 3.52″ 동경 126° 48′ 9.84″ / 북위 36.4509778° 동경 126.8027333°                                                                                               | 읍내사거리                                    |
| 충남 | 태안      | 태안시외버스터미널 앞                          | 북위 36° 44′ 53.89″ 동경 126° 18′ 11.33″ / 북위 36.7483028° 동경 126.3031472°                                                                                             | 태안시외버스터미널 앞                         |
| 충남 | 홍성      | 홍주교 남쪽 하상주차장 (홍성읍 오관리 299-4)   | 북위 36° 36′ 4″ 동경 126° 40′ 0″ / 북위 36.60111° 동경 126.66667° | 홍주교 남쪽 하상주차장                        |
| 전북 | 고창      | 석교사거리                                     | 북위 35° 26′ 26.95″ 동경 126° 41′ 34.34″ / 북위 35.4408194° 동경 126.6928722°                                                                                             | 석교사거리                                    |
| 전북 | 군산      | 군산시청                                       | 북위 35° 58′ 1.84″ 동경 126° 44′ 15.09″ / 북위 35.9671778° 동경 126.7375250°                                                                                              | 군산시청                                      |
| 전북 | 김제      | 김제시청                                       | 북위 35° 48′ 17.14″ 동경 126° 52′ 52.91″ / 북위 35.8047611° 동경 126.8813639°                                                                                             | 김제시청                                      |
| 전북 | 남원      | 향교오거리                                     | 진표 : 북위 35° 24′ 54.9″ 동경 127° 23′ 9.77″ / 북위 35.415250° 동경 127.3860472° 이표 : 북위 35° 24′ 54.54″ 동경 127° 23′ 10.43″ / 북위 35.4151500° 동경 127.3862306°    | 향교오거리                                    |
| 전북 | 무주      | 무주우체국                                     | 북위 36° 0′ 22.28″ 동경 127° 39′ 40″ / 북위 36.0061889° 동경 127.66111°                                                                                                   | 무주우체국                                    |
| 전북 | 부안      | 부안군청                                       | 북위 35° 43′ 53.3″ 동경 126° 44′ 2.57″ / 북위 35.731472° 동경 126.7340472°                                                                                                | 부안군청                                      |
| 전북 | 순창      |                                                | 이표 : 북위 35° 22′ 34.55″ 동경 127° 8′ 36.69″ / 북위 35.3762639° 동경 127.1435250°                                                                                       | 중앙로사거리                                  |
| 전북 | 익산      | 익산시청                                       | 북위 35° 56′ 51.84″ 동경 126° 57′ 27.62″ / 북위 35.9477333° 동경 126.9576722°                                                                                             | 익산시청                                      |
| 전북 | 임실      | 봉황로 운수로 분기점                           | 북위 35° 36′ 59.2″ 동경 127° 16′ 55.44″ / 북위 35.616444° 동경 127.2820667°                                                                                               | 봉황로 운수로 분기점                          |
| 전북 | 장수      | 장수군도로관리사무소 (시장로 50-18)            | 북위 35° 39′ 6.55″ 동경 127° 30′ 47.1″ / 북위 35.6518194° 동경 127.513083°                                                                                                | 장수군도로관리사무소                          |
| 전북 | 전주      | 기업은행 전주지점                              | 진표 : 북위 35° 49′ 2.84″ 동경 127° 8′ 49.79″ / 북위 35.8174556° 동경 127.1471639° 이표 : 북위 35° 49′ 24.98″ 동경 127° 8′ 53.47″ / 북위 35.8236056° 동경 127.1481861°    | 전주시청                                      |
| 전북 | 정읍      | 정읍시의회 정읍시청                            | 북위 35° 34′ 11.19″ 동경 126° 51′ 18.84″ / 북위 35.5697750° 동경 126.8552333°                                                                                             | 정읍시의회 정읍시청                           |
| 전북 | 진안      | 진안로터리 군민의탑                            | 북위 35° 47′ 10.24″ 동경 127° 25′ 21.14″ / 북위 35.7861778° 동경 127.4225389°                                                                                             | 진안로터리                                    |
| 전남 | 강진      | 동성사거리                                     | 북위 34° 38′ 24.97″ 동경 126° 46′ 38.38″ / 북위 34.6402694° 동경 126.7773278°                                                                                             | 동성사거리                                    |
| 전남 | 고흥      | 보떼 고흥점 앞 (고흥로 1737)                   | 북위 34° 36′ 27.21″ 동경 127° 17′ 3.4″ / 북위 34.6075583° 동경 127.284278°                                                                                                | 보떼 고흥점 앞                                |
| 전남 | 곡성      | 경찰서사거리                                   | 진표 : 북위 35° 17′ 2.16″ 동경 127° 17′ 59.96″ / 북위 35.2839333° 동경 127.2999889° 이표 : 북위 35° 17′ 2.11″ 동경 127° 18′ 0.42″ / 북위 35.2839194° 동경 127.3001167°    | 경찰서사거리                                  |
| 전남 | 광양      | 시청사거리                                     | 진표 : 북위 34° 56′ 19.68″ 동경 127° 41′ 52.24″ / 북위 34.9388000° 동경 127.6978444° 이표 : 북위 34° 56′ 19.11″ 동경 127° 41′ 53.1″ / 북위 34.9386417° 동경 127.698083°   | 시청사거리                                    |
| 전남 | 구례      | 구례경찰서앞 로터리                            | 북위 35° 12′ 31.73″ 동경 127° 27′ 52.5″ / 북위 35.2088139° 동경 127.464583°                                                                                               | 구례경찰서앞 로터리                           |
| 전남 | 나주      | 나주시청 완사천                                | 북위 35° 0′ 57.38″ 동경 126° 42′ 49.15″ / 북위 35.0159389° 동경 126.7136528°                                                                                              | 나주시청 완사천                               |
| 전남 | 담양      | 중파사거리                                     | 북위 35° 19′ 11.41″ 동경 126° 58′ 57.51″ / 북위 35.3198361° 동경 126.9826417°                                                                                             | 중파사거리                                    |
| 전남 | 목포      | 유달동 교차로                                  | 북위 34° 47′ 12.76″ 동경 126° 22′ 56.15″ / 북위 34.7868778° 동경 126.3822639°                                                                                             | 유달동 교차로                                 |
| 전남 | 무안      | 무안군청                                       | 북위 34° 59′ 27.3″ 동경 126° 28′ 51.23″ / 북위 34.990917° 동경 126.4808972°                                                                                               | 무안군청                                      |
| 전남 | 보성      | 보성역                                         | 북위 34° 46′ 2.2″ 동경 127° 4′ 54.3″ / 북위 34.767278° 동경 127.081750°                                                                                                   | 보성역                                        |
| 전남 | 순천      |                                                | 북위 34° 57′ 17.62″ 동경 127° 29′ 2.52″ / 북위 34.9548944° 동경 127.4840333°                                                                                              | 중앙사거리                                    |
| 전남 | 신안      | 장산도 북강선착장 (국도 제2호선 기점)          | 북위 34° 40′ 8.69″ 동경 126° 9′ 43.92″ / 북위 34.6690806° 동경 126.1622000°                                                                                               | 장산도 북강선착장 (국도 제2호선 기점)         |
| 전남 | 여수      | 여수시청                                       | 북위 34° 45′ 39.09″ 동경 127° 39′ 46.2″ / 북위 34.7608583° 동경 127.662833°                                                                                               | 여수시청                                      |
| 전남 | 영광      | 영광군청 영광군의회                            | 진표 : 북위 35° 16′ 38.16″ 동경 126° 30′ 45.51″ / 북위 35.2772667° 동경 126.5126417° 이표 : 북위 35° 16′ 35.05″ 동경 126° 30′ 44.63″ / 북위 35.2764028° 동경 126.5123972° | 군청사거리                                    |
| 전남 | 영암      | 영암실내체육관                                 | 진표 : 북위 34° 47′ 39.64″ 동경 126° 41′ 47.48″ / 북위 34.7943444° 동경 126.6965222°                                                                                      | 정류장 교차로 남단                            |
| 전남 | 완도      | 완도 교차로                                    | 북위 34° 19′ 51.6″ 동경 126° 44′ 0.81″ / 북위 34.331000° 동경 126.7335583°                                                                                                | 완도 교차로                                   |
| 전남 | 장성      | 장성군청                                       | 북위 35° 18′ 6.2″ 동경 126° 47′ 2.94″ / 북위 35.301722° 동경 126.7841500°                                                                                                 | 장성군청                                      |
| 전남 | 장흥      | 장흥군민회관                                   | 북위 34° 40′ 34.04″ 동경 126° 54′ 31.78″ / 북위 34.6761222° 동경 126.9088278°                                                                                             | 장흥군민회관                                  |
| 전남 | 진도      | 중앙한의원 앞 사거리 (남문길 34 앞)            | 북위 34° 28′ 51.72″ 동경 126° 15′ 49.74″ / 북위 34.4810333° 동경 126.2638167°                                                                                             | 중앙한의원 앞 사거리                          |
| 전남 | 함평      | 중앙길 영수길 분기점 (광성당 앞) (중앙길 119)  | 북위 35° 3′ 53.42″ 동경 126° 31′ 15.43″ / 북위 35.0648389° 동경 126.5209528°                                                                                              | 중앙길 영수길 분기점 (광성당 앞) (중앙길 119) |
| 전남 | 해남      | 해남군청 하늘재공원                            | 북위 34° 34′ 21.6″ 동경 126° 35′ 55.24″ / 북위 34.572667° 동경 126.5986778°                                                                                               | 해남군청 하늘재공원                           |
| 전남 | 화순      | 대광아파트 교차로                              | 북위 35° 3′ 20.54″ 동경 126° 58′ 42.3″ / 북위 35.0557056° 동경 126.978417°                                                                                                | 대광아파트 교차로                             |
| 경북 | 경산      | 경산시청                                       | 북위 35° 49′ 28.69″ 동경 128° 44′ 32.26″ / 북위 35.8246361° 동경 128.7422944°                                                                                             | 경산시청                                      |
| 경북 | 경주      | 팔우정삼거리                                   | 북위 35° 50′ 27.08″ 동경 129° 13′ 2.83″ / 북위 35.8408556° 동경 129.2174528°                                                                                              | 팔우정삼거리                                  |
| 경북 | 고령      | 대가야박물관                                   | 북위 35° 43′ 19.9″ 동경 128° 15′ 23.49″ / 북위 35.722194° 동경 128.2565250°                                                                                               | 대가야박물관                                  |
| 경북 | 구미      | 수출산업의탑                                   | 진표 : 북위 36° 6′ 39.95″ 동경 128° 21′ 51.56″ / 북위 36.1110972° 동경 128.3643222° 이표 : 북위 36° 7′ 10.99″ 동경 128° 21′ 15.84″ / 북위 36.1197194° 동경 128.3544000°   | 원평공원                                      |
| 경북 | 군위      | 군위군청                                       | 북위 36° 14′ 29.87″ 동경 128° 34′ 22.3″ / 북위 36.2416306° 동경 128.572861°                                                                                               | 군위군청                                      |
| 경북 | 김천      | 삼각로터리 분수대                              | 북위 36° 7′ 9.37″ 동경 128° 7′ 27.47″ / 북위 36.1192694° 동경 128.1242972°                                                                                                | 삼각로터리                                    |
| 경북 | 문경      | 문경시청                                       | 북위 36° 35′ 9.48″ 동경 128° 11′ 14.23″ / 북위 36.5859667° 동경 128.1872861°                                                                                              | 문경시청                                      |
| 경북 | 봉화      | 봉화군보건소                                   | 북위 36° 53′ 25.02″ 동경 128° 44′ 29.95″ / 북위 36.8902833° 동경 128.7416528°                                                                                             | 봉화군보건소                                  |
| 경북 | 상주      | 상주시의회                                     | 북위 36° 24′ 57.66″ 동경 128° 9′ 3.22″ / 북위 36.4160167° 동경 128.1508944°                                                                                               | 상주시의회                                    |
| 경북 | 성주      | 군청삼거리                                     | 북위 35° 55′ 8.03″ 동경 128° 17′ 2.61″ / 북위 35.9188972° 동경 128.2840583°                                                                                               | 군청삼거리                                    |
| 경북 | 안동      | 제일생명삼거리                                 | 진표 : 북위 36° 33′ 48.27″ 동경 128° 43′ 14.64″ / 북위 36.5634083° 동경 128.7207333° 이표 : 북위 36° 33′ 30.79″ 동경 128° 43′ 14.26″ / 북위 36.5585528° 동경 128.7206278° | 영호대교북단 교차로                           |
| 경북 | 영덕      | 영덕버스터미널 뒤편 청련교 동단                | 북위 36° 24′ 54.95″ 동경 129° 22′ 21.37″ / 북위 36.4152639° 동경 129.3726028°                                                                                             | 영덕버스터미널 뒤편 청련교 동단               |
| 경북 | 영양      | 농협사거리                                     | 진표 : 북위 36° 39′ 56.78″ 동경 129° 6′ 51.44″ / 북위 36.6657722° 동경 129.1142889°                                                                                       | 영양군청 건너편                               |
| 경북 | 영주      | 영주초등학교 교차로                            | 북위 36° 49′ 40.25″ 동경 128° 37′ 28.24″ / 북위 36.8278472° 동경 128.6245111°                                                                                             | 영주초등학교                                  |
| 경북 | 영천      | 영천시청                                       | 북위 35° 58′ 20.37″ 동경 128° 56′ 19.12″ / 북위 35.9723250° 동경 128.9386444°                                                                                             | 영천시청                                      |
| 경북 | 예천      | 남본 교차로 (개심사지 오층석탑)                | 북위 36° 39′ 5.16″ 동경 128° 27′ 17.95″ / 북위 36.6514333° 동경 128.4549861°                                                                                              | 남본 교차로 (개심사지 오층석탑)               |
| 경북 | 울진      | 에너지프라자 울진LPG충전소 (울진북로 331 앞)   | 북위 36° 58′ 40.13″ 동경 129° 23′ 48.33″ / 북위 36.9778139° 동경 129.3967583°                                                                                             | 에너지프라자 울진LPG충전소 (울진북로 331 앞)  |
| 경북 | 의성      | 의성군청                                       | 북위 36° 21′ 7.73″ 동경 128° 41′ 47.85″ / 북위 36.3521472° 동경 128.6966250°                                                                                              | 의성군청                                      |
| 경북 | 청도      | 청도군청                                       | 북위 35° 38′ 51.72″ 동경 128° 44′ 5.73″ / 북위 35.6477000° 동경 128.7349250°                                                                                              | 청도군청                                      |
| 경북 | 청송      |                                                | 이표 : 북위 36° 26′ 1.21″ 동경 129° 3′ 22.48″ / 북위 36.4336694° 동경 129.0562444°                                                                                        | 청송읍사무소 앞 교차로                        |
| 경북 | 칠곡      | 칠곡군청                                       | 북위 35° 59′ 42.12″ 동경 128° 24′ 9.1″ / 북위 35.9950333° 동경 128.402528°                                                                                                | 칠곡군청                                      |
| 경북 | 포항      | 육거리                                         | 북위 36° 2′ 26.03″ 동경 129° 21′ 59.35″ / 북위 36.0405639° 동경 129.3664861°                                                                                              | 육거리                                        |
| 경남 | 거제      | 6번 교차로                                     | 북위 34° 53′ 28.68″ 동경 128° 37′ 17.81″ / 북위 34.8913000° 동경 128.6216139°                                                                                             | 고현항 부산행 여객선터미널                    |
| 경남 | 거창      | 법원사거리                                     | 진표 : 북위 35° 41′ 21.3″ 동경 127° 54′ 33.16″ / 북위 35.689250° 동경 127.9092111° 이표 : 북위 35° 41′ 13.09″ 동경 127° 54′ 36.42″ / 북위 35.6869694° 동경 127.9101167°   | 거창군청                                      |
| 경남 | 김해      | 김해차량등록사업소                             | 북위 35° 13′ 35.69″ 동경 128° 53′ 23.06″ / 북위 35.2265806° 동경 128.8897389°                                                                                             | 김해차량등록사업소                            |
| 경남 | 마산      | 마산합포구청 (구 마산시청)                     | 북위 35° 11′ 49.83″ 동경 128° 34′ 2.71″ / 북위 35.1971750° 동경 128.5674194°                                                                                              | 마산합포구청 (구 마산시청)                    |
| 경남 | 밀양      | 밀양시청                                       | 북위 35° 30′ 9.35″ 동경 128° 44′ 47.2″ / 북위 35.5025972° 동경 128.746444°                                                                                                | 밀양시청                                      |
| 경남 | 사천      | 2호광장                                        | 북위 34° 56′ 0.08″ 동경 128° 4′ 38.01″ / 북위 34.9333556° 동경 128.0772250°                                                                                               | 2호광장                                       |
| 경남 | 산청      | 산청군보건의료원 건너편 (친환경로2720번길)     | 북위 35° 24′ 59.84″ 동경 127° 53′ 2.01″ / 북위 35.4166222° 동경 127.8838917°                                                                                              | 산청군보건의료원 건너편                       |
| 경남 | 양산      | 남부사거리                                     | 북위 35° 20′ 16.36″ 동경 129° 2′ 19.36″ / 북위 35.3378778° 동경 129.0387111°                                                                                              | 남부사거리                                    |
| 경남 | 의령      | 의령로 의령로24길 분기점                       | 북위 35° 19′ 18.39″ 동경 128° 15′ 52.02″ / 북위 35.3217750° 동경 128.2644500°                                                                                             |                                               |
| 경남 | 진주      | (구) 진주역                                    | 북위 35° 10′ 42.81″ 동경 128° 5′ 23.22″ / 북위 35.1785583° 동경 128.0897833°                                                                                              | 진주역                                        |
| 경남 | 진해      | 진해이동우체국                                 | 북위 35° 9′ 0.36″ 동경 128° 41′ 49.61″ / 북위 35.1501000° 동경 128.6971139°                                                                                               | 진해이동우체국                                |
| 경남 | 창녕      | 오리정사거리                                   | 북위 35° 32′ 34.21″ 동경 128° 29′ 21.44″ / 북위 35.5428361° 동경 128.4892889°                                                                                             | 오리정사거리                                  |
| 경남 | 창원      | 창원광장                                       | 북위 35° 13′ 39.36″ 동경 128° 40′ 51.38″ / 북위 35.2276000° 동경 128.6809389°                                                                                             | 창원시청                                      |
| 경남 | 통영      | 통영시청                                       | 진표 : 북위 34° 51′ 13.71″ 동경 128° 26′ 2.09″ / 북위 34.8538083° 동경 128.4339139° 이표 : 북위 34° 51′ 24.07″ 동경 128° 25′ 42.32″ / 북위 34.8566861° 동경 128.4284222°  | 무전사거리                                    |
| 경남 | 하동      | 비파삼거리                                     | 북위 35° 4′ 15.14″ 동경 127° 45′ 39.96″ / 북위 35.0708722° 동경 127.7611000°                                                                                              | 비파삼거리                                    |
| 경남 | 함양      | 동문사거리 중앙                                | 북위 35° 31′ 13.58″ 동경 127° 43′ 39.66″ / 북위 35.5204389° 동경 127.7276833°                                                                                             | 동문사거리                                    |
| 제주 | 제주      | 제주시청                                       | 북위 33° 29′ 57.28″ 동경 126° 31′ 48.63″ / 북위 33.4992444° 동경 126.5301750°                                                                                             | 제주시청                                      |
| 제주 | 서귀포    | 서귀포터미널삼거리                             | 북위 33° 14′ 59″ 동경 126° 30′ 27.49″ / 북위 33.24972° 동경 126.5076361°                                                                                                  | 서귀포터미널삼거리                            |

## 조선민주주의인민공화국의 도로원표
조선민주주의인민공화국에도 도로원표가 설치되어 있는데 대한민국과 달리 문화어로 '나라길 시작점'이라 칭하고 있다. 대표적으로 평양에 설치된 도로원표(나라길 시작점)은 김일성광장 주석단 아래 중앙에 설치했다고 알려져 있다. 본래 1990년 초까지 평양 중구역 중성동 해방산여관 앞 마당에 비석 형태로 세워져 있었지만 이후 평양 중구역 평양성 중성의 출입문인 함구문으로 위치를 변경했다. 이 때 바꾼 이유는 "과거 고구려가 평양으로 도읍을 이전한 후 평양성을 쌓았는데 당시 파발들이 이 문을 통해서 이동했기 때문"이라고 알려져 있다. 그러다 1996년에 현위치로 이전했다고 한다.

## 일본의 도로원표

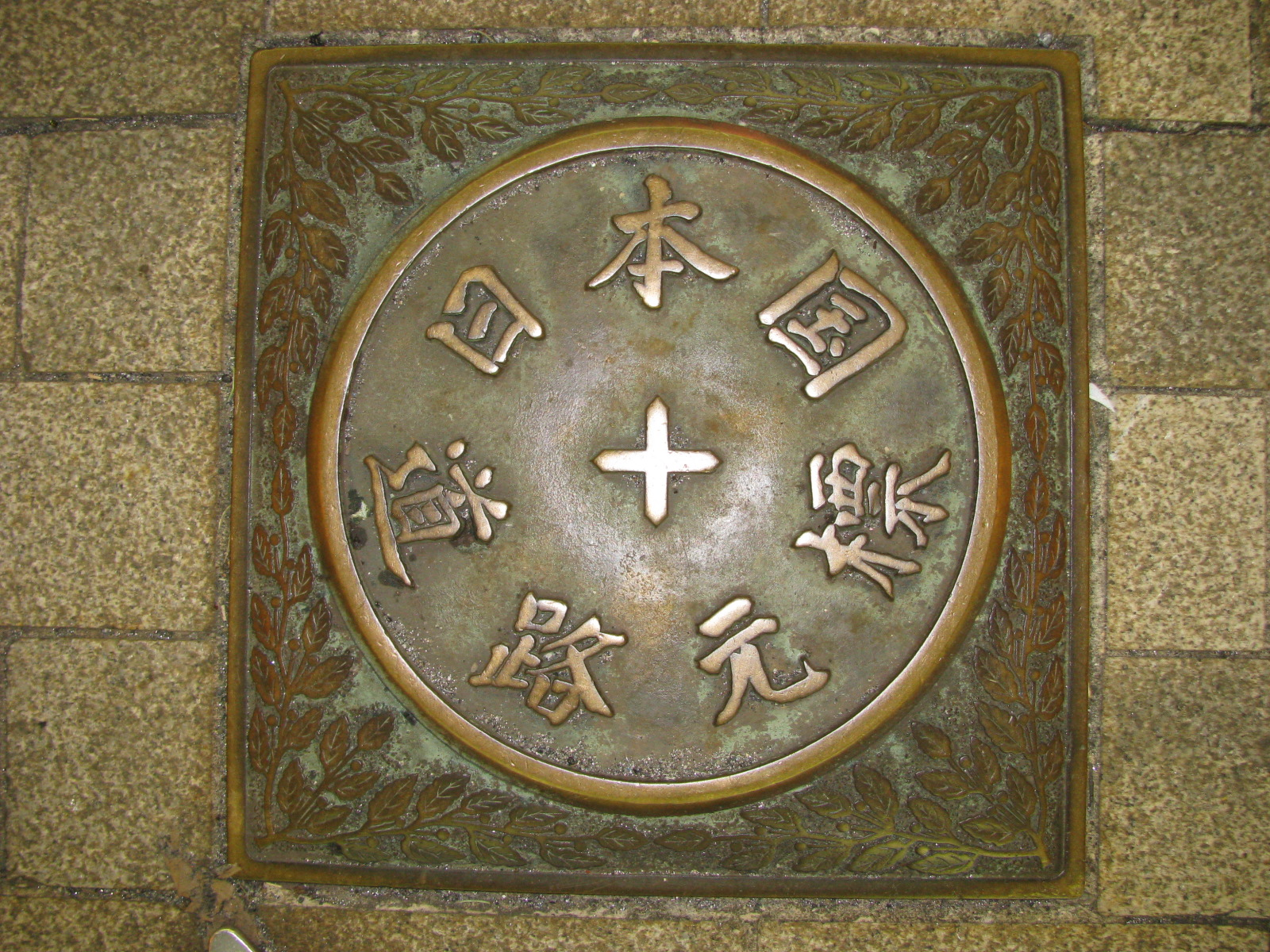
니혼바시에 설치되어 있는 도로원표의 모습. 이 도로에는 1, 4, 6, 14, 15, 17, 20번 국도가 한꺼번에 만나는 것으로 보인다.

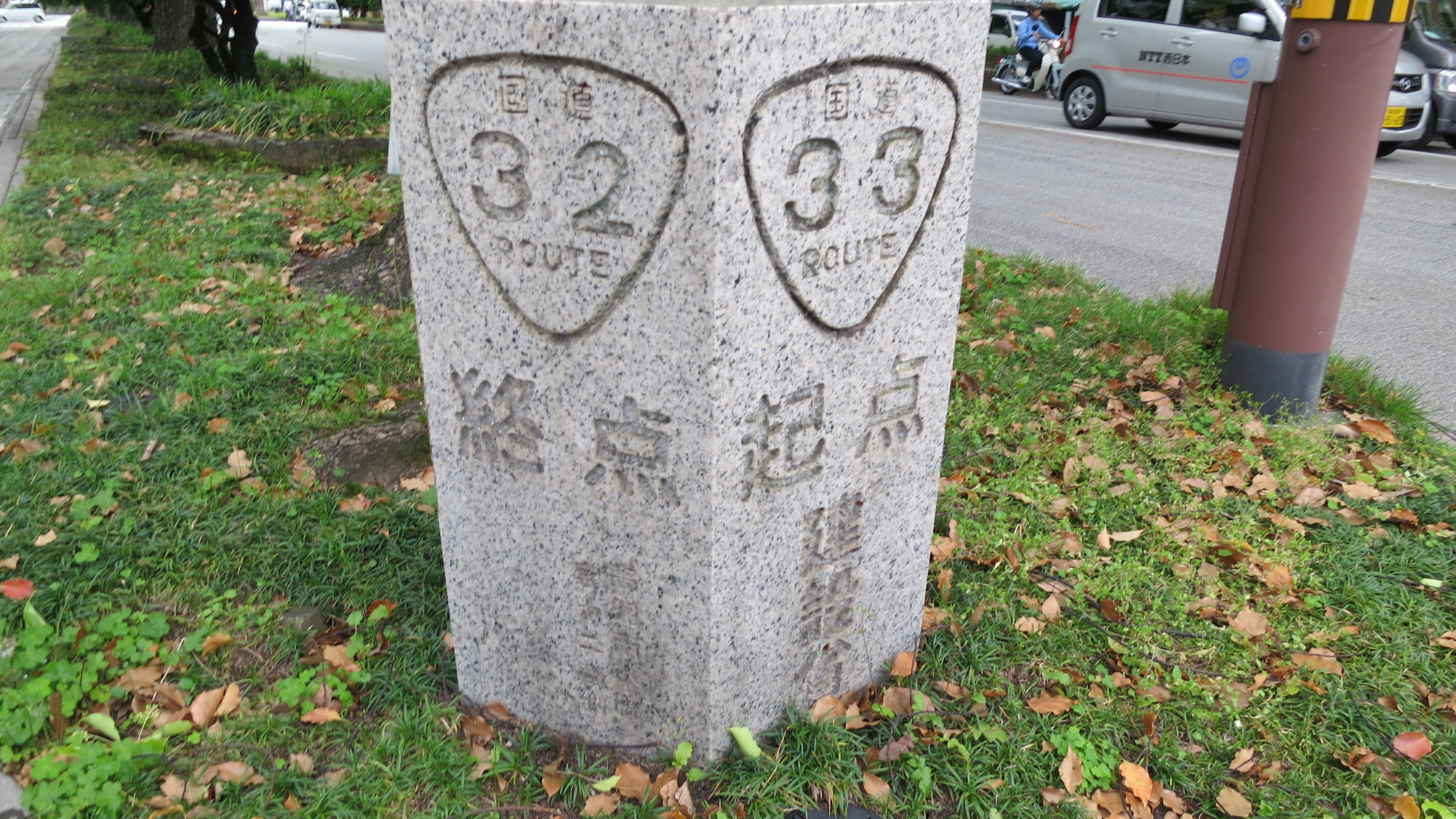
시코쿠 고치시의 도로원표. 해당 도로원표는 현청앞 교차로에 설치되어 있어, 32·33번 국도가 서로 만나게 된다.

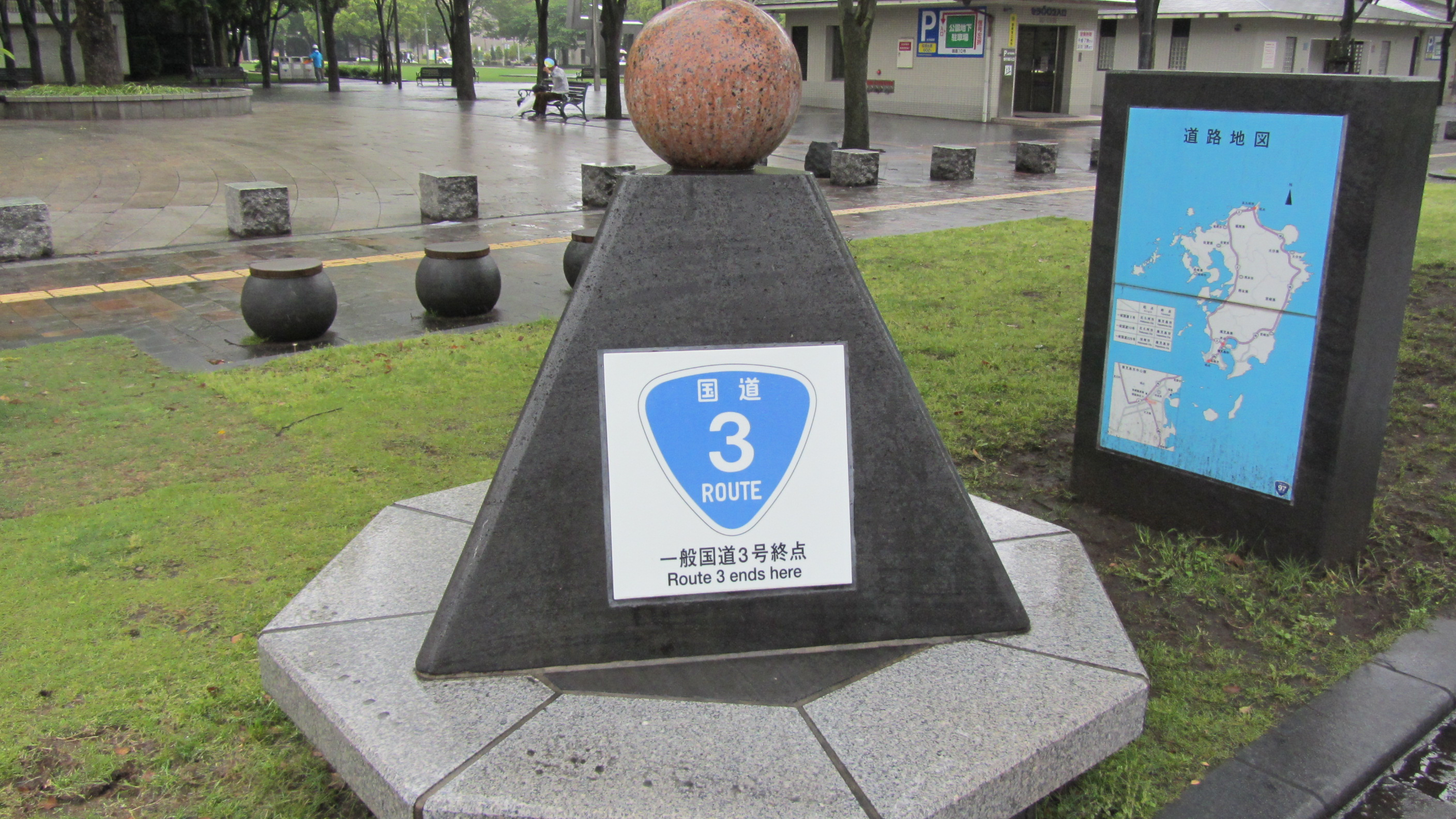
가고시마현 가고시마시에 있는 이정 원표 (국도 3호선의 종점)

일본의 도로원표는 대체적으로 니혼바시에 설치된 상태인 것으로 보인다. 그래서 니혼바시에는 국도 제1호선을 필두로 하여, 4, 6, 14, 15, 17, 20호선 등 7개의 국도 노선이 한꺼번에 만나게 되는 것으로 집계되어 있다. 또한 혼초 교차로, 고자 십자로 등도 역시 도로원표가 존재한다.

## 미국의 도로원표
미국에도 도로원표가 있으며 명칭은 제로마일스톤(Zero Milestone, Kilometre zero)이다. 워싱턴에 설치되어 있으며 위치는 백악관 앞이다.

## 프랑스의 도로원표

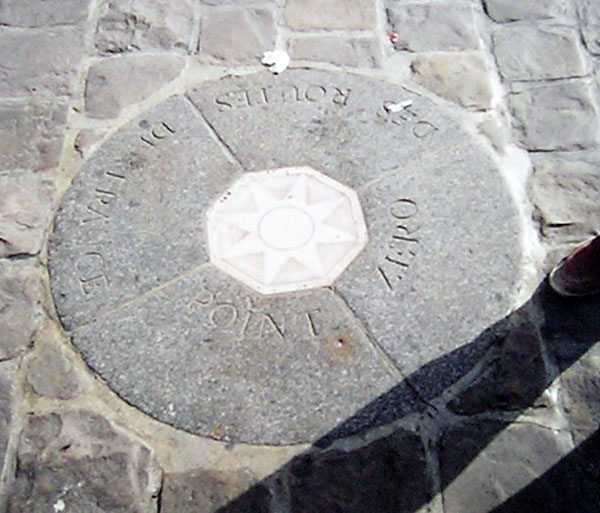
노트르담 앞에 있는 프랑스의 도로원표

프랑스의 도로원표 명칭은 제로 포인트(Zero Point, (프랑스어)Point zéro (topographie))이다. 위치는 노트르담 성당앞에 설치되어 있다.

## 같이 보기
- 이정표